# Leucula lucidaria
Leucula lucidaria är en fjärilsart som beskrevs av Walker 1866. Leucula lucidaria ingår i släktet Leucula och familjen mätare. Inga underarter finns listade i Catalogue of Life.